# Jan Janszoon
Jan Janszoon, Murat Reis (zm. po 1641 r.) – niderlandzki i berberyjski korsarz, prezydent i admirał Republiki Salé.

## Życiorys
Urodził się przed 1600 r. w niderlandzkim Haarlemie. W czasie pobytu w Hiszpanii został pojmany przez berberyjskich piratów i przewieziony do Algieru. W czasie pobytu w Algierze nawrócił się na islam, przyjmując imię Murat Reis. Tam też dołączył do pirackiej załogi Slemena Reisa (urodzonego jako De Veenboer), awansując do sternika, a potem przejął w 1618 lub 1619 r. po nim dowództwo. W 1623 r. obrał Salé za swoją bazę, gdyż Algier zawarł pokój z grupą europejskich krajów, co uniemożliwiało sprzedaż zrabowanych ładunków i/lub statków i szybko zorganizował flotę kilkunastu jednostek.
Salé szybko się wzbogaciło, żyjąc z piractwa i handlu zrabowanymi ładunkami, i zaczęło też deklarować niezależność od Maroka, którą po nieudanym oblężeniu marokańscy władcy uznali. W swoich operacjach zapuszczał się na północny Atlantyk, Kanał La Manche i Morze Północne. W 1623 r., korzystając z pokoju Maroka z Niderlandami, na czele dwóch jednostek Janszoon wpłynął do Veere celem dokonania napraw. W tym okresie do załogi dołączyło kilku Niderlandczyków, a grupa hiszpańskich jeńców zbiegła na ląd.
W 1626 r. ponownie przebywał w Niderlandach po tym, jak zaatakował niderlandzki statek handlowy, który okazał się być mocno obsadzonym przez załogę hiszpańskim okrętem wojennym. W wyniku starcia stracił jeden ze swoich statków, a dwa zdołały wyrwać się pościgowi i wpłynąć do niderlandzkich portów, przy czym jeden z nich został sprzedany ze względu na duże zniszczenia. Po powrocie do Salé Janszoon skupił się na handlu zrabowanymi towarami, ale szybko powrócił do piractwa i poprowadził wyprawę na Islandię, podczas której zrabował towary i porwał ludność celem sprzedaży w niewolę w Salé. W1631 r. poprowadził kolejną taką wyprawę na Irlandię i Anglię.
Niewiele wiadomo o jego życiu w następnych latach, z pewnością musiał opuścić Salé i żył w Algierze lub Trypolisie. W 1640 r. został zatrudniony przez sułtana Maroka jako gubernator twierdzy Oualidia. Zmarł po 1641 r.